# Jaskinia w Szerokiem
Jaskinia w Szerokiem (Jaskinia w Szerokim, W Szerokim) – jaskinia w Dolinie Miętusiej w Tatrach Zachodnich. Wejście do niej znajduje się w Twardym Upłazie, w północnym zboczu Twardej Kopy, na wysokości 1831 metrów n.p.m. Długość jaskini wynosi 40 metrów, a jej deniwelacja 13,5 metrów. 

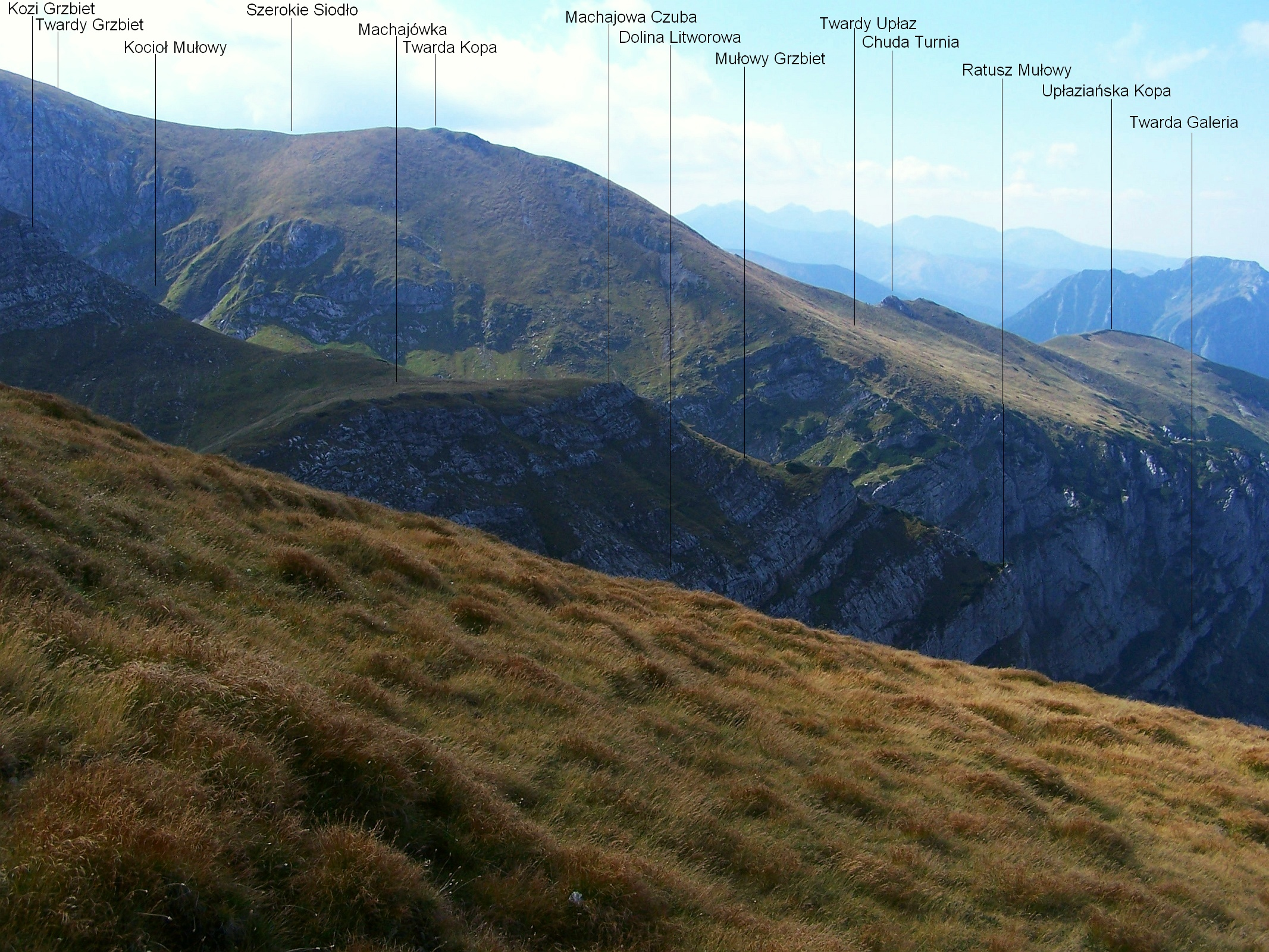
Widok z Czerwonego Grzbietu. Na wprost Twarda Kopa

## Opis jaskini
Główny ciąg jaskini prowadzi w dół z małego otworu wejściowego stromą pochylnią do niewielkiej salki i dalej 2,5 metrową studzienką do komory zawaliskowej. Z niej idą dwa ciągi, w tym jeden bardzo wąski, łączące się przy prożku z want. Dalej główny ciąg znów się rozdziela i kończy szczelinami. 

## Przyroda
Ściany jaskini są mokre. Do 4 metrów w głąb od otworu rosną porosty.

## Historia odkryć
Jaskinia była prawdopodobnie znana od dawna. Ogólną wzmiankę o jaskiniach w zboczu Twardego Upłazu opublikował już A. Wrzosek w 1933 roku. W lipcu 1963 roku J. Wala wraz z M. Bąbińskim odkopali otwór i w jaskini znaleźli kartkę przyciśniętą kamieniem, świadczącą o tym, że ktoś już w niej był. Nie udało się ustalić kto.